# Jornadas de Recuerdo y Reconciliación en Honor de Quienes Perdieron la Vida en la Segunda Guerra Mundial
El Día de la Reconciliación y Memoria de las Víctimas de la Segunda Guerra Mundial es una jornada que se conmemora el 8 y 9 de mayo desde 2010 y fue establecida el 2 de marzo de ese mismo año por la 19 por la Asamblea General de las Naciones Unidas (AGNU).

## Proclamación
El 22 de noviembre de 2004 se aprobó la Celebración del sexagésimo aniversario del fin de la Segunda Guerra Mundial, y el 2 de marzo de 2010, la Asamblea General de las Naciones Unidas marcó oficialmente los días para recordar y reconciliarse con el pasado, en conmemoración del sexagésimo quinto aniversario del fin de la Segunda Guerra Mundial. Esta iniciativa subraya la importancia de honrar a todas las víctimas del conflicto y destaca el papel crucial de las Naciones Unidas en la promoción de la paz y la resolución pacífica de conflictos a nivel global.

## Celebración
El 8 y 9 de mayo se eligen en memoria de la rendición incondicional de las fuerzas armadas de Alemania y el fin oficial del Tercer Reich de Adolf Hitler en 1945, marcando el término del conflicto más extenso y destructivo de la historia moderna y resaltan el deseo de paz y reconciliación. La primera celebración tuvo lugar en 2010, y desde entonces, se han organizado actividades anuales como exposiciones, proyecciones de películas y conciertos para fomentar la memoria y la educación para la paz.

## Contexto internacional de la fecha
La AGNU, mediante la resolución 59/26, insta a conmemorar el 8 y 9 de mayo para homenajear a las víctimas de la Segunda Guerra Mundial, invitando a la participación global en recuerdo y reconciliación.
Ocurrencia en algunos países europeos:
- Francia: Conocido como 'Victoire 1945' o 'La fête de la victoire', el 8 de mayo es feriado nacional en Francia. Fue un día festivo desde 1953 hasta 1959 y fue restituido como tal en 1981 tras la elección de François Mitterrand, reconociendo su significado histórico y la liberación de la ocupación nazi.
- Reino Unido: Para marcar el 75.º aniversario de V-E Day, el Early May Bank Holiday (en español: la festividad de principios de mayo) se trasladó al 8 de mayo en 2020, como ya se había hecho en 1995 para el 50.º aniversario.
- Rusia y Europa del Este: La victoria se celebra el 9 de mayo, conocido como el Día de la Victoria, debido a diferencias horarias con Europa occidental en el momento de la firma de la rendición.
- Ucrania: Desde 2015, el 8 de mayo se designó como un día de Remembranza y Reconciliación, pasando a ser fiesta nacional oficial en 2023[7]